# Tota pulchra es amica mea

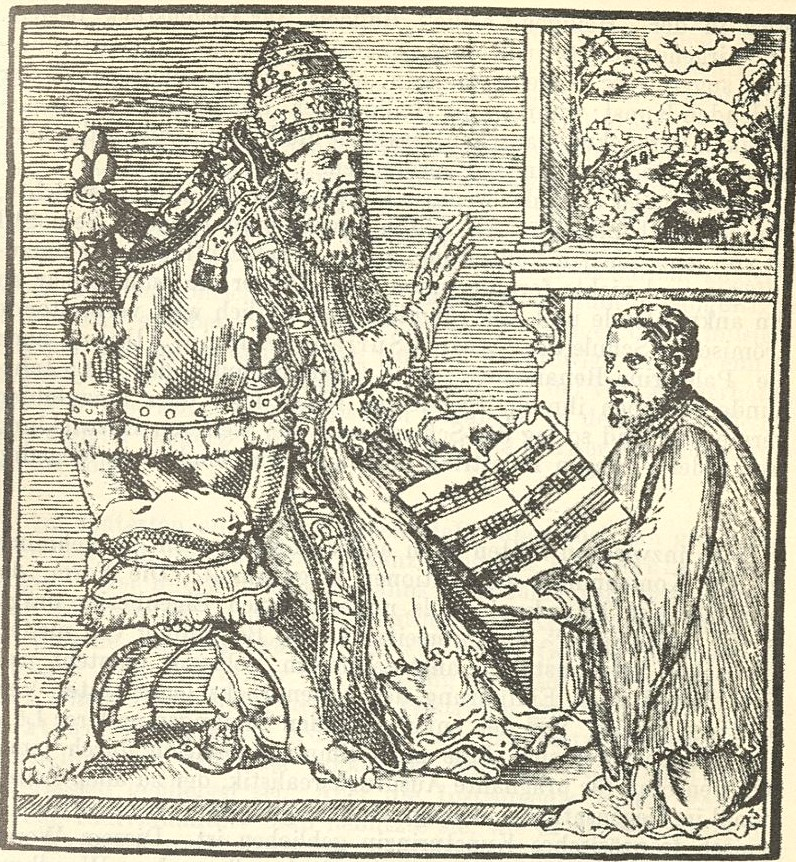
Palestrina ofreciendo al papa Julio III un libro con sus misas. (Grabado de 1554)

Tota pulchra es amica mea es una composición vocal de Giovanni Pierluigi di Palestrina.

## Historia
La composición del motete se inscribe en la corriente inmaculista, en este caso mediante el uso de un pasaje del capítulo cuarto del Cantar de los Cantares.Este texto ya había sido utilizado con variaciones anteriormente dando lugar a la oración Tota pulchra es en el siglo IV. Fue publicado por primera vez en Venecia en 1587, como parte del cuarto libro de motetes a cinco voces: Mottetorum Cum quinque vocibus: Liber quartus, ex canticis Salomonis .
Formó parte del repertorio habitual utilizado para algunas ceremonias pontificias como la canonización de Benito José Labre, Clara de Montefalco, Juan Bautista de Rossi, Lorenzo de Brindis; celebrada el 8 de diciembre de 1881.

## Descripción
El motete se basa en los versículos 7 y 8 del capítulo cuarto del Cantar de los Cantares, de acuerdo con el texto de la Vulgata:
7 Tota pulchra es, amica mea,
et macula non est in te.
8 Veni de Libano, sponsa,
veni de Libano,
ingredere;
respice de capite Amana,
de vertice Sanir et Hermon,
de cubilibus leonum,
de montibus pardorum

## Discografía
El motete fue grabado por el Coro de la Capilla Sixtina dirigido por su director Domenico Bartolucci, el resultado se incluyó en un disco de vinilo publicado en 1956 por el sello Period Records.